# Château d'eau de la Vieille Ville
Le château d'eau de la vieille ville est situé dans la vieille ville de Prague, sur la rive droite de la rivière Vltava, dans la zone de l'actuel musée Bedřich Smetana. La tour et le bâtiment du musée faisaient à l'origine partie des installations hydrauliques de la vieille ville construites en 1883 avec des façades conçues par Antonín Wiehl et des sgraffites de Mikoláš Alš, František Ženíšek et Jan Koula,.

## Histoire
Autrefois, il y avait ici plusieurs moulins, complétés par un château d'eau, qui alimentait les fontaines de la vieille ville en eau de la Vltava. Les premières mentions remontent à la fin du XVe siècle, lorsqu'il y avait un château d'eau en bois qui, comme beaucoup d'autres bâtiments en bois de l'époque, était souvent endommagé par le feu. Les châteaux d'eau étaient également souvent endommagés par les inondations. De plus, le château d'eau de la vieille ville a été endommagé deux fois par la guerre, la première fois en 1648, lorsque la tour a été détruite par les Suédois lors de leur attaque sur le pont Charles voisin, la deuxième fois lors des événements révolutionnaires de 1848. La dernière catastrophe eut lieu en 1878, lorsqu'un autre incendie la détruisit à nouveau.

## Description
Le noyau du bâtiment d'origine date de 1577 et est construit en blocs de grès taillés (semblables au pont Charles voisin) et a un plan carré. En 1835, la tour fut techniquement modernisée par František Josef Gerstner et Josef Božek, après 1848 elle fut à nouveau restaurée par l'architecte Bergmann. À une hauteur de 31 mètres, un réservoir d'eau était situé dans la tour, à partir duquel l'eau de la Vltava était distribuée dans les environs par une cascade. Après le dernier incendie en 1878-1888, une reconstruction néo-gothique a eu lieu, la tour a été surélevée d'un étage, elle a été complétée par une grande horloge à quatre cadrans, le style baroque d'origine du toit a également été remplacé par l'actuel néo-gothique. Le réservoir d'eau de la tour a également cessé de remplir sa fonction en 1880, et le réseau d'aqueduc adjacent a mis fin à son service en 1913. La tour fait 53 mètres de haut et compte cinq étages au total.

## Musée Bedřich Smetana
Le bâtiment néo-Renaissance de l'usine d'eau de la vieille ville selon le projet d'Antonín Wiehl, avec la tour adjacente, qui abritait les pompes pour pomper l'eau de la Vltava, a été rénové grâce à l'initiative de la société Bedřich Smetana et sert de musée Bedřich Smetana depuis le 12 mai 1936. Aujourd'hui, il fait partie des expositions du Musée tchèque de la musique, qui fait partie du Musée national de Prague.

### Articles liés
- Station d'épuration de Podoli
- Château d'eau de Vinohrady
- Château d'eau de Libeň
- Château d'eau de Malà Strana